# 218069 Lisaturner
218069 Lisaturner este o planetă minoră (asteroid) din centura de asteroizi. A fost descoperită pe 18 martie 2002 la Observatorul Național Kitt Peak de Marc Buie⁠(d). 
Obiectul prezintă o orbită caracterizată de o semiaxă mare de 2,9235258261508 UAi, o excentricitate de 0,037036750810943, o înclinație de 1,3029243660742 ° în raport cu ecliptica.